# Витевский, Владимир Николаевич
Владимир Николаевич Витевский (1845—1906) — русский историк, краевед и педагог. Почётный член Оренбургской учёной архивной комиссии (1898), лауреат Уваровской премии.

## Биография
Родился 22 июля (3 августа) 1845 года в селе Подвалье Сенгилеевского уезда Симбирской губернии (ныне Самарской области) в семье священника.
Окончил Симбирское духовное училище, поступил в Симбирскую духовную семинарию, из которой ушёл. Сдал экзамены за гимназический курс и поступил в 1866 году на историко-филологический факультет Казанского университета, который окончил в 1870 году.
В 1870—1874 гг. преподавал русский язык, историю и географию в двух учебных заведениях города Уральска — в Уральской войсковой гимназии и женском училище 1-го разряда.
В 1874—1901 гг. работал в Казани преподавателем в русско-инородческой учительской семинарии и до 1897 года — также в женской мариинской гимназии.

## Научная деятельность
В. Н. Витевским были опубликованы более 100 статей, очерков и книг. Часть научных трудов посвящены изучению истории Оренбургского края, Оренбургского и Уральского казачьих войск.
Большую известность получил его 5-томный труд «И. И. Неплюев и Оренбургский край в прежнем его составе до 1758 года». В нём широко показан процесс русской колонизации края; история Оренбургской экспедиции, строительства Оренбургской оборонительной линии, башкирских восстаний в 1735—1740 гг. и в 1755—1756 гг.; дана информация об экономической активности населения края и его этносоциальном составе, развитии промышленности и торговли. В монографии даются сведения о деятельности И. И. Неплюева, И. К. Кирилова, В. Н. Татищева, В. А. Урусова, П. И. Рычкова, А. И. Тевкелева, Таймаса Шаимова, Минлегола Юлаева (Карасакала) и др.
В. Н. Витевский считал что Челябинск основан в 1736 году «на месте башкирской деревни Челябы», что «Челяб — башкирское слово, означающее в переводе на русский язык „ведро“ или „бурак“», что «местоположение Челябинска действительно представляет ведрообразную котловину».

### Труды
- Раскол в Уральском войске и отношение к нему духовной и военно-гражданской власти в конце XVIII в. и в XIX в. Казань, 1878;
- Нагайбаки: их песни, загадки и сказки // Оренбургский листок. 1878. № 14-17, 19;
- Пётр Иванович Рычков и его значение в истории Оренбургского края // Оренбургский листок. 1878. № 20-23;
- Происхождение Уральского войска // Древняя и новая Россия. 1879. № 7;
- И. И. Неплюев и Оренбургский край в прежнем его составе до 1758 года: В 5 т. Казань. 1897;
- Яицкое войско до появления Пугачева // Русский архив. 1879. Кн. 1-3.
- И. И. Неплюев, верный слуга своего Отечества, основатель Оренбурга и устроитель Оренбургского края. — 1891

## Память
Оренбургской учёной архивной комиссией была учреждена премия имени В. Н. Витевского.